# Manewr Sadowskiego
Manewr Sadowskiego – określenie stosowane w kontekście zarządzania klubami sportowymi, odnoszące się do strategii polegającej na przelicytowywaniu konkurencji przy zawieraniu kontraktów z zawodnikami, pomimo braku realnych podstaw finansowych do wywiązania się z tych zobowiązań. Termin został upowszechniony w związku z działalnością Waldemara Sadowskiego, byłego prezesa Stal Gorzów, którego decyzje kontraktowe i finansowe były szeroko komentowane w mediach.

## Charakterystyka zjawiska
„Manewr Sadowskiego” jest przykładem strategii określanej potocznie jako kupowanie marzeń na kredyt. Jej celem jest uzyskanie krótkoterminowego efektu wizerunkowego poprzez pozyskiwanie zawodników o dużym znaczeniu sportowym lub marketingowym. W praktyce jednak często prowadzi ona do:
- nadmiernego obciążenia budżetu[1],
- powstawania opóźnień w regulowaniu zobowiązań,
- spadku zaufania sponsorów i zawodników[2],
- narastania zadłużenia, które obciąża kolejne zarządy klubu.

## Cechy charakterystyczne
Do najczęściej wskazywanych cech „manewru Sadowskiego” należą:
- kontraktowanie zawodników ponad faktyczne możliwości finansowe klubu,
- składanie deklaracji bez pokrycia w realnych środkach,
- nadmierny optymizm w prognozach dotyczących przyszłych wpływów,
- osiąganie krótkotrwałego efektu PR-owego, kosztem długotrwałego kryzysu organizacyjnego i finansowego[3].

## Konsekwencje
Skutkami stosowania tego rodzaju strategii są zwykle:
- chwilowe zwiększenie zainteresowania i wzrost oczekiwań kibiców,
- presja medialna i społeczna na utrzymanie wysokiego poziomu sportowego,
- długofalowe problemy z płynnością finansową,
- ryzyko utraty stabilności organizacyjnej oraz zaufania ze strony sponsorów i władz sportowych[4].